# فرانسيس هارفي
فرانسيس هارفي (بالإنجليزية: Francis J. Harvey) (و. 1943  م) هو أمريكي، ولد في لاتروب، هو عضوٌ في الحزب الجمهوري.

## التعليم
تعلم في نوتردام، وجامعة بنسلفانيا.